# Nataša Bokal
Nataša Bokal (Škofja Loka, 9. svibnja 1967.) je bivša slovenska alpska skijašica. Bila je specijalist za tehničke discipline, posebice za slalom. Najveći joj je uspjeh osvajanje srebrnog odličja u slalomu na SP u Saalbachu 1991. kada je od nje bila bolja jedino Švicarka Vreni Schneider, jedna od najboljih skijašica svih vremena.
Prve bodove u Svjetskom kupu osvojila je 1990. u Hinterstoderu kada je u slalomskoj utrci osvojila 6. mjesto. Ima samo jednu pobjedu u Svjetskom kupu, a ostvarila ju je na domaćem terenu - u Kranjskoj Gori 1991. godine u svojoj paradnoj disciplini slalomu. Osim te pobjede još se dva puta penjala na postolje. Bila je druga u veleslalomskoj utrci u Kranjskoj Gori dan prije slavlja u slalomu, a još jedno drugo mjesto ostvarila je u austrijskom Lienzu 29. prosinca 1999.
Svoju skijašku karijeru u kojoj je u Svjetskom kupu startala 135 puta i u kojoj je imala mnogobrojne ozljede koljena, okončala je 2003. godine.

## Pobjede u Svjetskom kupu
| Datum              | Skijalište    | Disciplina |
| ------------------ | ------------- | ---------- |
| 12. siječnja 1991. | Kranjska Gora | Slalom     |

## Vanjske poveznice
- FIS profil  Arhivirana inačica izvorne stranice od 29. rujna 2007. (Wayback Machine)